# Live Earth

Villes et pays qui ont participé au Live Earth 2007.

Le rassemblement Live Earth 7/7/07 était un concert donné simultanément dans plusieurs pays le samedi 7 juillet 2007 (7/7/07) pour sensibiliser la population à propos de la crise climatique.

## Événements
L'événement était destiné à déclencher un mouvement mondial pour combattre la crise climatique et fut organisé, en partie, par l'ancien candidat à la présidence Al Gore, et les fonds récoltés allaient à sa fondation. Ce concert multiple a fait suite et était de la même nature que Live Aid en 1985, Human Rights Now en 1988 et Live 8 en 2005. 
Pour ce rassemblement, nommé SOS - La campagne pour un climat en crise (en français) plusieurs grands noms ont donné leur appui à cette manifestation outre l'ancien vice-président américain Al Gore, Madonna, Roger Waters, les Red Hot Chili Peppers, Metallica, Linkin Park, Melissa Etheridge, Genesis, Bon Jovi, Fall Out Boy, The Police, Shakira, Kanye West, Smashing Pumpkins ainsi que plusieurs autres. Il y a eu 8 concerts officiels retransmis dans le monde, ainsi que plus de 10 000 concerts des Amis du Live Earth/Friends of Live Earth dans 129 villes.
La chanteuse Madonna a enregistré un single qui était disponible en téléchargement numérique sur le site officiel de l'événement du 17 au 24 mai 2007. Le titre, Hey You, est une collaboration avec le producteur Pharrell Williams. La chanson parle de différences, de s'aimer soi-même et les autres. De plus, le groupe MSN s'engage à verser 25 cents (canadiens) pour chaque chanson téléchargée jusqu'à concurrence d'un million de téléchargements. Les profits seront versés à l'Alliance for Climate Protection pour soutenir l'événement.

## Villes participantes
Les villes hôtes de cet événement étaient Johannesburg (Afrique du Sud), Shanghai (Chine), Tōkyō (Japon), Sydney (Australie), Londres (Angleterre), Hambourg (Allemagne), New York et Washington (États-Unis) ainsi que Rio de Janeiro (Brésil).

### Lieux des événements
Afrique du Sud
- Coca Cola Dome, Johannesburg

 Allemagne
- AOL Arena, Hambourg

 Australie
- Sydney Football Stadium, Sydney

 Brésil
- Copacabana, Rio de Janeiro

 Chine
- Perle de l'Orient, Shanghai

 États-Unis
- Giants Stadium, New York
- National Mall, Washington

 Japon
- Tō-ji, Tōkyō

 Royaume-Uni
- Wembley Stadium, Londres

Pour assurer que tout le monde obtienne une chance égale d'assister à Live Earth UK (et aussi pour prévenir l'abus), les organisateurs ont décerné les billets par tirages au sort. Les participants devaient s'inscrire entre le vendredi 13 et le lundi 16 avril 2007 et les billets ont été décernés avant le mercredi 18, ceux-ci devant être payés avant le vendredi 20 avril.
Pour le Live Earth USA, ils pouvaient être achetés par Internet ou par téléphone.

## Diffusion
Les concerts étaient diffusés en simultané dans plusieurs pays du monde :
- Allemagne
- Argentine
- Australie
- Autriche
- Belgique
- Brésil
- Bulgarie
- Canada
- Chili
- Chine
- Colombie
- Croatie
- Danemark
- Émirats arabes unis
- Espagne
- États-Unis
- Finlande
- France
- Gibraltar
- Hong Kong
- Hongrie
- Inde
- Irlande
- Islande
- Israël
- Italie
- Japon
- Lituanie
- Macédoine
- Malaisie
- Malte
- Mexique
- Norvège
- Nouvelle-Zélande
- Ouganda
- Pakistan
- Pays-Bas
- Pérou
- Pologne
- Portugal
- République tchèque
- Royaume-Uni
- Serbie
- Singapour
- Slovaquie
- Sri Lanka
- Suède
- Suisse
- Taïwan
- Thaïlande
- Turquie
- Ukraine
- Monde (MSN)

## Artistes
Ceci est une liste exhaustive des concerts :

### Royaume-Uni
- Madonna
- Metallica
- Spinal Tap
- Ray LaMontagne
- Red Hot Chili Peppers
- Bloc Party
- James Blunt
- Corinne Bailey Rae
- Foo Fighters
- Genesis
- David Gray
- Duran Duran
- John Legend
- Black Eyed Peas
- Paolo Nutini
- Beastie Boys
- Razorlight
- Jonathan Ross
- Damien Rice
- Keane
- Snow Patrol

### États-Unis
- Faith Hill & Tim McGraw
- Fall Out Boy
- Dave Matthews Band
- Beyonce
- Brooks & Dunn
- Bon Jovi
- Kenny Chesney
- The Police
- Gwen Stefani
- Sheryl Crow
- Melissa Etheridge
- The Smashing Pumpkins
- Akon
- Alicia Keys
- KT Tunstall
- Ludacris
- AFI
- John Mayer
- Rascal Flatts
- Rihanna
- Kanye West
- Def Leppard
- Kelly Clarkson
- Roger Waters
- Toby Keith

### Australie
- Ghostwriters
- Eskimo Joe
- Toni Collette & the Finish
- Wolfmother
- The John Butler Trio
- Jack Johnson
- Missy Higgins
- Blue King Brown
- Sneaky Sound System
- Crowded House
- Paul Kelly

### Brésil
- Jorge Ben Jor
- Jota Quest
- Lenny Kravitz
- MV Bill
- Macy Gray
- Marcelo D2
- O Rappa
- Pharrell
- Xuxa

### Afrique du Sud
- Angélique Kidjo
- Baaba Maal
- Danny K
- Joss Stone
- The Parlotones
- Soweto Gospel Choir
- UB40
- Vusi Mahlasela
- Zola

### Chine
- 12 Girls Band
- Anthony Wong
- Eason Chan
- Evonne Hsu
- Huang Xiao Ming
- Joey Yung
- Pu Ba Jia
- Sarah Brightman
- Soler
- Wang Chuan Jun
- Wang Rui
- Wang Xia Okun
- Winnie Hsin

### Japon
- AI
- Abingdon Boys School
- Ai Otsuka
- Ayaka
- Bonnie Pink
- Cocco
- Genki Rockets
- Kumi Koda
- Linkin Park
- Michael Nyman
- Rihanna
- Rip Slyme
- Rize
- UA
- Xzibit
- Yellow Magic Orchestra

### Allemagne
- Chris Cornell
- Enrique Iglesias
- Jan Delay
- Juli
- Katie Melua
- Lotto King Karl
- Mando Diao
- Maria Mena
- Lila Downs
- Marquess
- MIA.
- Reamonn
- Revolverheld
- Roger Cicero
- Samy Deluxe
- Sasha (de)
- Shakira
- Silbermond
- Snoop Dogg
- Stefan Gwildis
- Yusuf
- Tokio Hotel

## Amis du Live Earth
Dans le monde entier, 7 112 concerts se sont associés au Live Earth.
Quelques concerts des Amis du Live Earth se tenaient dans les villes suivantes :
- Lisbonne (Portugal) : Pavilhão Atlantico: Expensive Soul, Xutos & Pontapés, David Fonseca, Blind Zero, Boss Ac, Santos & Pecadores, Mundo Cão, Clã et plus encore
- Montréal (Canada) : Zachary Richard, Garou, DJ Champion, Éric Lapointe, Jorane, Daniel Boucher, Dan Bigras et Marilou.
- Istanbul (Turquie)